# کینه ورس
کینه ورس روستایی از توابع بخش مرکزی شهرستان ابهر در استان زنجان ایران است.

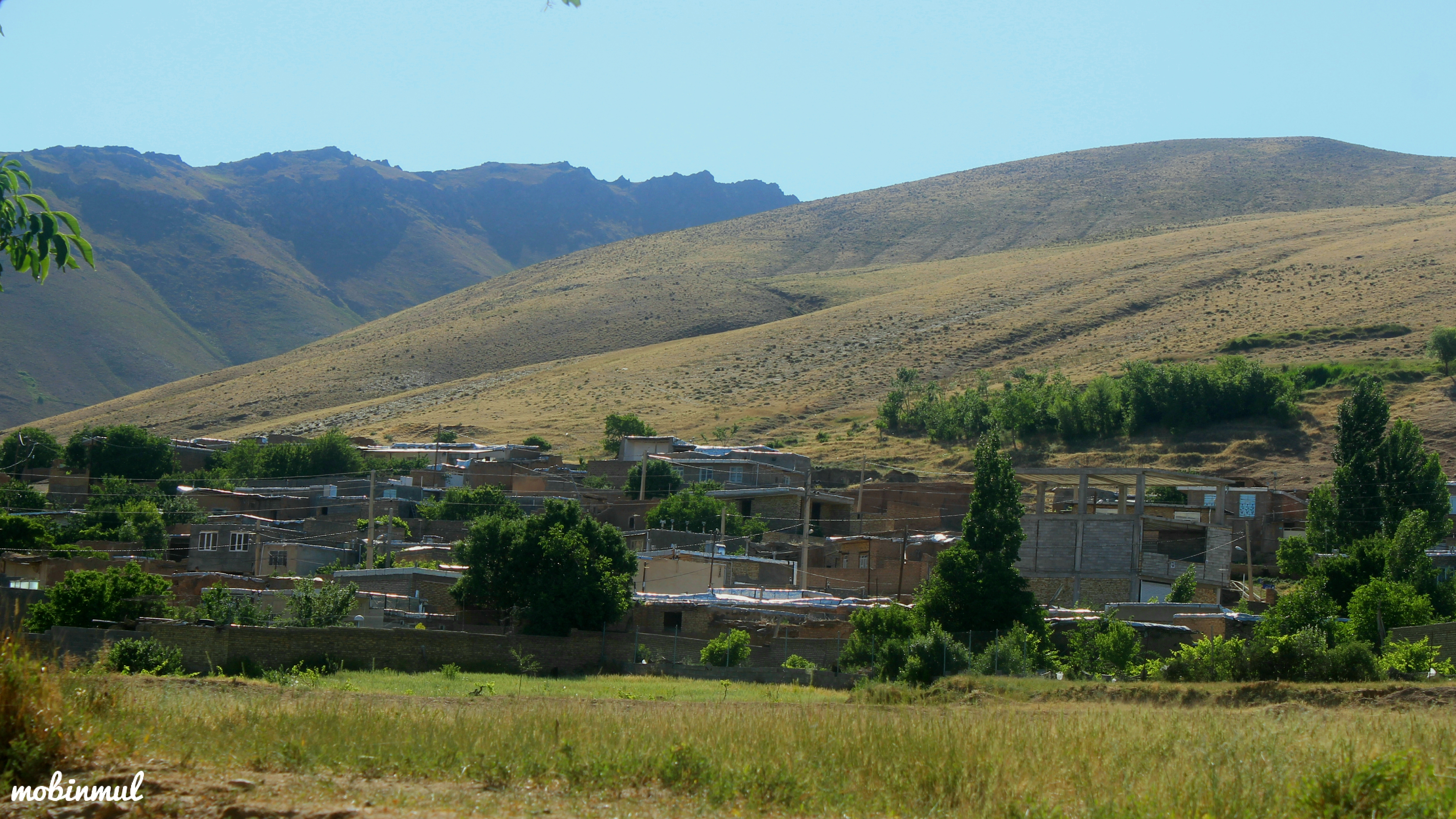
نمایی از روستای کینه ورس

## جمعیت
این روستا در دهستان ابهررود قرار دارد و براساس سرشماری عمومی نفوس و مسکن ایران درسال 1395، جمعیت آن بیش از 100 خانواراست.

## زبان
مردم این روستا به زبان ترکی آذربایجانی صحبت میکنند 

## محله‌ها
شامل چندین محله در نواحی مختلف از محله های بالا و پایین روستا تشکیل میشود

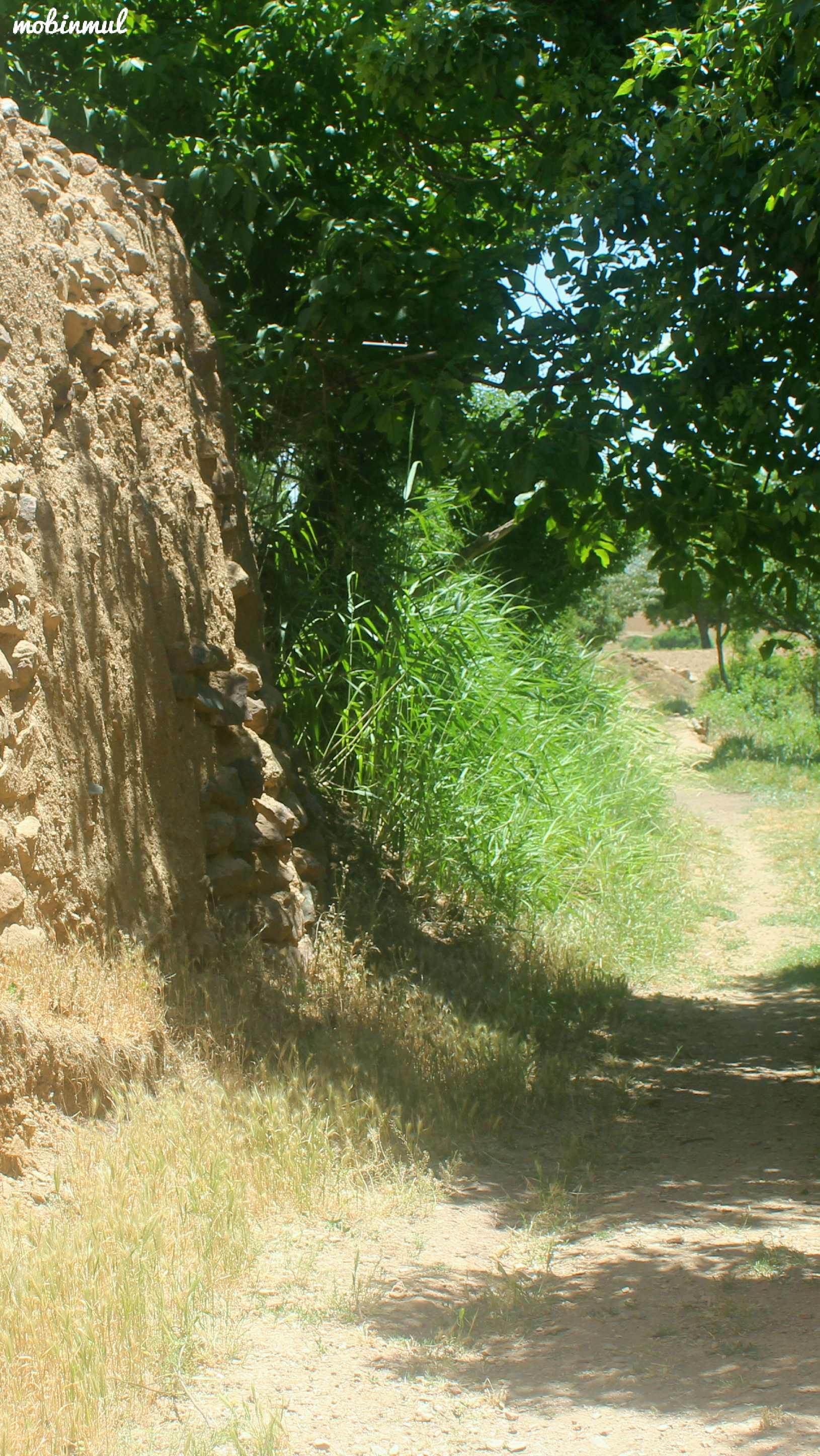
کوچه باغ های قدیمی

## مکان‌های دیدنی
سد کینه‌ورس در فاصله ۱۴ کیلومتری جنوب‌غربی شهرستان ابهر و حدود ۵ کیلومتری روستای کینه‌ورس قرار دارد. این سد بر روی شاخه کینه‌ورس از رودخانه ابهررود که از جنوب به طرف شمال جریان داشته و به دشت تاکستان وارد می‌شود احداث شده و مورد بهره‌برداری قرار گرفته‌است. حجم مخزن این سد خاکی سنگریزه‌ای برابر ۱۶/۱ میلیون متر مکعب و طول تاج آن ۳۷۴  متر است.
زگیل ماغاری در کوه‌های غرب روستا قرار دارد. این غار ناشناخته که جایگاه زندگی خفاش‌ها و کبوتران وحشی نیز می‌باشد، جزو اسرار این روستای تاریخی است. حفره عمودی و صعب العبور این غار در قسمت تحتانی به راهرویی افقی و کشف نشده منتهی می‌گردد. در اطراف این غار سنگ‌های آهکی دیده می‌شود. گیاه وحشی با نام محلی «مانتار» که جزو پیازداران است در حوالی این کوه وجود دارد و برای تسکین و درمان دردهای عضلانی کمر و پا کابرد دارد.
جانیش دره سی یا درهٔ جانیش از دره‌های سرسبز این روستا می‌باشد که در فصل بهار پر است از گیاهان دارویی از جمله (ریواس، تره کوهی، مانتار، چیدان و …) و از لحاظ بصری زیبای‌های خاص خود را دارد
علی بلاغی
در بالای کوهی در نزدیکی سد کینه ورس قرار دارد و سالانه گردشگران زیادی را به خود جذب میکند.

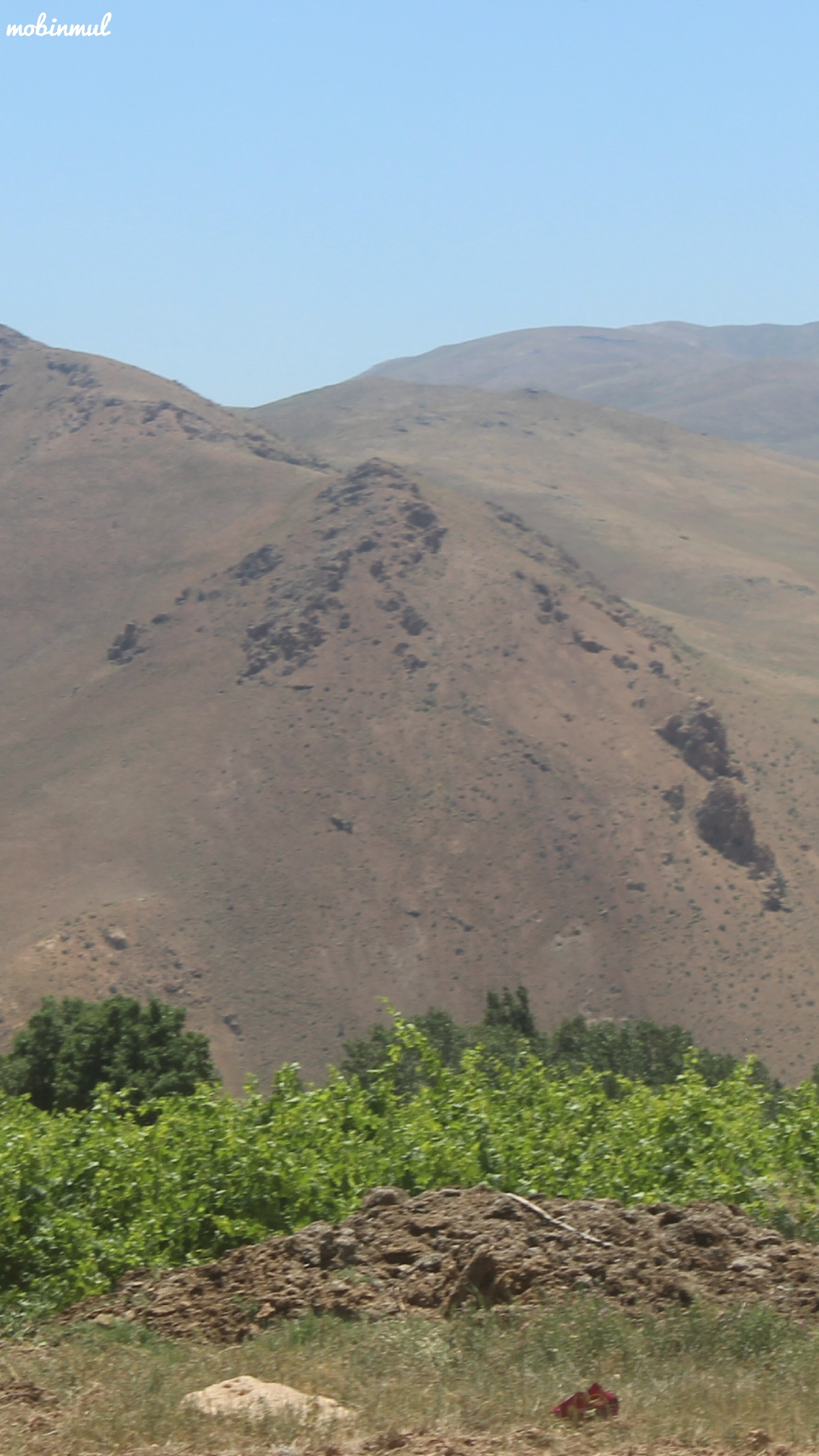
کوه زامکی
از کوه های قدیمی و  با فاصله حدودا 10 کیلومتری از روستای کینه ورس در میزبان گردشگران ، عکاسان و کوهنوردان زیادی است .

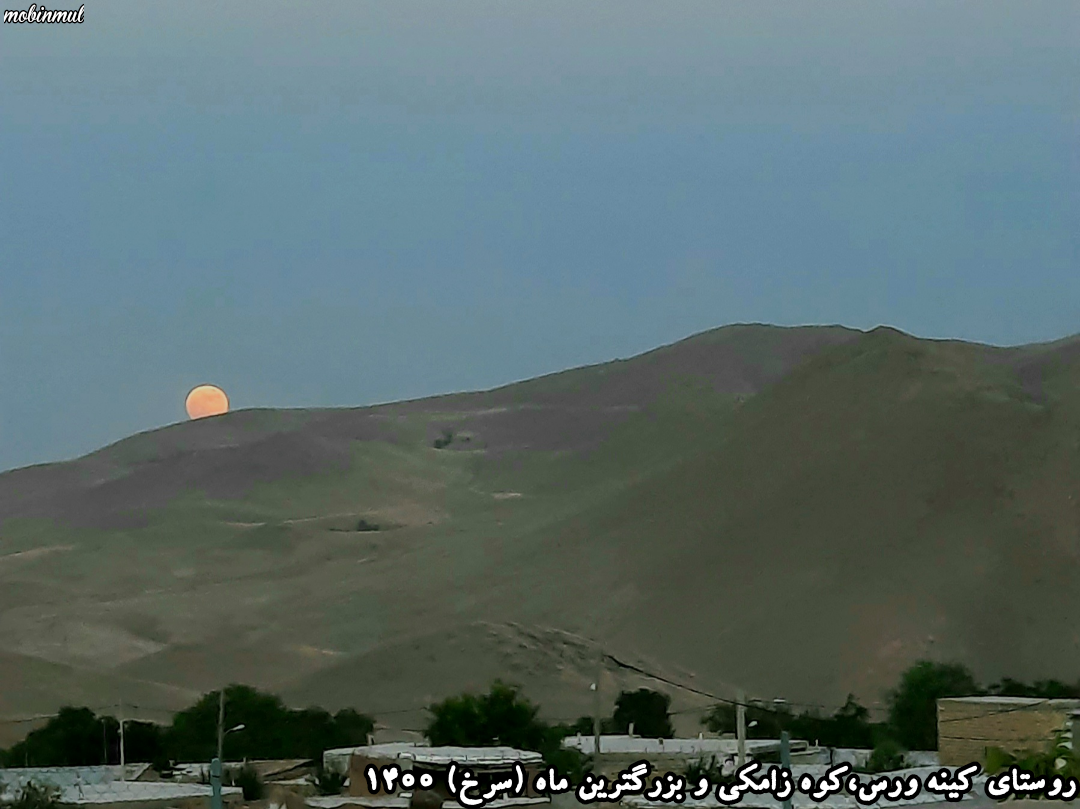
ابر ماه ۱۴۰۰ و کوه زامکی

## آب و هوا
آب و هوای این روستای کوهستانی در فصل تابستان معتدل است به نحوی که تقریباً احتیاجی به استفاده از کولر و وسایل خنک‌کننده در آن وجود ندارد و در فصل زمستان بسیار سرد می‌باشد. بارش برف و باران در از خواص اب و هوایی این منطقه  است.

## کشاورزی
به دلیل کوهپایه‌ای بودن اراضی کشاورزی آن، سفره آب زیرزمینی عمیق در آن وجود ندارد و در واقع دامنه‌های آن و رودخانه «کینه ورس رود» نقش تغذیه‌کننده منابع آب زیرزمینی دشت ابهر را بر عهده دارد. از این رو، بیشتر محصولات زراعی آن را گندم، جو، عدس، نخود و یونجه دیم تشکیل می‌دهد و باغات انگور، سیب، گردو و بادام آن نیز با استفاده از آب‌های سطحی، چشمه و چاه‌های دستی نیمه عمیق آبیاری می‌شود. به دلیل قدمت زیاد و تبحر اهالی این روستا در پرورش انگور، این محصول نسبت به سایر نقاط استان از کیفیت بالاتری برخوردار است.

## پیشینه اهالی
به دلیل سرشناس بودن افراد شاخص روستا و تمول نسبی اهالی آن در دوان قدیم و جدید، نام «کینه ورس» شناخته شده بوده و اهالی آن با احترام یاد می‌شوند.